# Shadowrun Chronicles: Boston Lockdown
Shadowrun Chronicles: Boston Lockdown est un jeu vidéo de type tactical RPG développé par Cliffhanger Productions et édité par Nordic Games, sorti en 2015 sur Windows, Mac OS et Linux.